# Georg Hirth
Georg Hirth, född 13 juli 1841 i Gräfentonna, Sachsen-Coburg-Gotha, död 28 mars 1916 i Tegernsee, Bayern, var en tysk förläggare och konstförfattare, känd som utgivare av tidskriften "Jugend", vilken gav namn åt jugendstilen. Han var bror till Friedrich Hirth och Rudolf Hirth du Frênes.
Hirth var filosofie doktor i nationalekonomi och verksam som bokförläggare i München. Han utgav 1865 Das gesamte Turnwesen (andra upplagan i tre band av Rudolf Gasch, 1893-94) samt uppsatte 1867 "Der deutsche Parlamentsalmanach" (18:e årgången 1887) och 1868 "Annalen des Norddeutschen Bundes", sedan 1871 "Annalen des Deutschen Reichs" (utgiven 1882-1900 av Hirth och Max von Seydel). Hans Freisinnige Ansichten der Volkswirthschaft utkom 1876 i tredje upplagan.
Hirth ivrade för tyskhetens återuppblomstring i arkitektur och konstindustri, för kännedom om japansk konst och över huvud taget för moderna genombrott inom den på livet använda konsten. Av betydelse blev hans planschverk Das deutsche Zimmer (1879, fjärde upplagan 1899) och tidskriften "Hirths Formenschatz" (startad 1877). 
Han utgav dessutom Kunstgeschichtliches Bilderbuch (sex band, 1883-90, andra upplagan 1896-1901; även i fransk upplaga), Aufgaben der Kunstphysiologie (två band, 1891, andra upplagan 1897; även fransk upplaga) och tillsammans med Richard Muther Meisterholzschnitte aus vier Jahrhunderten (1888; likaledes fransk upplaga). Hans Kleinere Schriften utkom i två band 1902-03. 
Hirth startade 1896 den veckotidningen "Jugend" som bidrog till den tyska illustrationens utveckling i modern anda. I ord och bild bekämpade den humoristiska och satiriska tidningen de traditionella, småborgerliga idéerna i konst, litteratur, politik och livssyn.